# キリアン・ティクセロン
キリアン・ティクセロン（Killian Tixeront、 2002年1月22日 - ）は、フランスのラグビーユニオン選手。トップ14のクレルモンに所属している。

## 経歴
ピュイ＝ド＝ドーム県サン＝サチュルナンで育ち、8歳からラグビーを始めた。
2020年12月27日、トップ14のクレルモンで、トゥーロン戦に控えから出場し、プロチームデビューを果たした。
2021年と2022年、U20フランス代表としてU20シックス・ネーションズに出場。2021年のイタリア戦ではキャプテンを務めた。
2024年、フランス代表のアルゼンチン遠征メンバーに選ばれ、同年7月10日にフランスXVチームでウルグアイ代表戦（キャップ非対象）に出場。7月13日にフランス代表としてアルゼンチン代表戦に出場し、代表初キャップを得た。